# Skrald (film)
Skrald (originaltitel: SOPOR) er en svensk komediefilm fra 1981 skrevet og instrueret af Tage Danielsson. Filmen er en satire omhandlende Sveriges politik og havde premiere den 21. marts 1981.

## Handling
En stor gruppe af børn forlader forstaden Farsta og marcherer mod Stockholm. Målet er det kongelige slot hvor børnene tager kongeparret som gidsler i håbet om at ytre deres krav om, at ingen i samfundet skal kunne føle sig unødvendig.

## Medvirkende (i udvalg)
- Brasse Brännström som Carl 16. Gustav af Sverige
- Grynet Molvig som Silvia af Sverige
- Lena Nyman som Kronprinsesse Victoria af Sverige
- Tobias Goldman som Prins Carl Philip af Sverige
- Sven Lindberg som Olof Palme
- Allan Edwall som Thorbjörn Fälldin
- Margaretha Krook som Gösta Bohman
- Lars Amble som Ola Ullsten
- Magnus Härenstam som Ulf Adelsohn
- Hjördis Petterson som Elenora Bruse
- Gösta Ekman som John Smith
- Sigge Fürst som Kalle
- Gus Dahlström som kontrollør i undergrundsbanen
- Eddie Axberg som bilist
- Hans Alfredson som forskellige roller